# Kefalonia

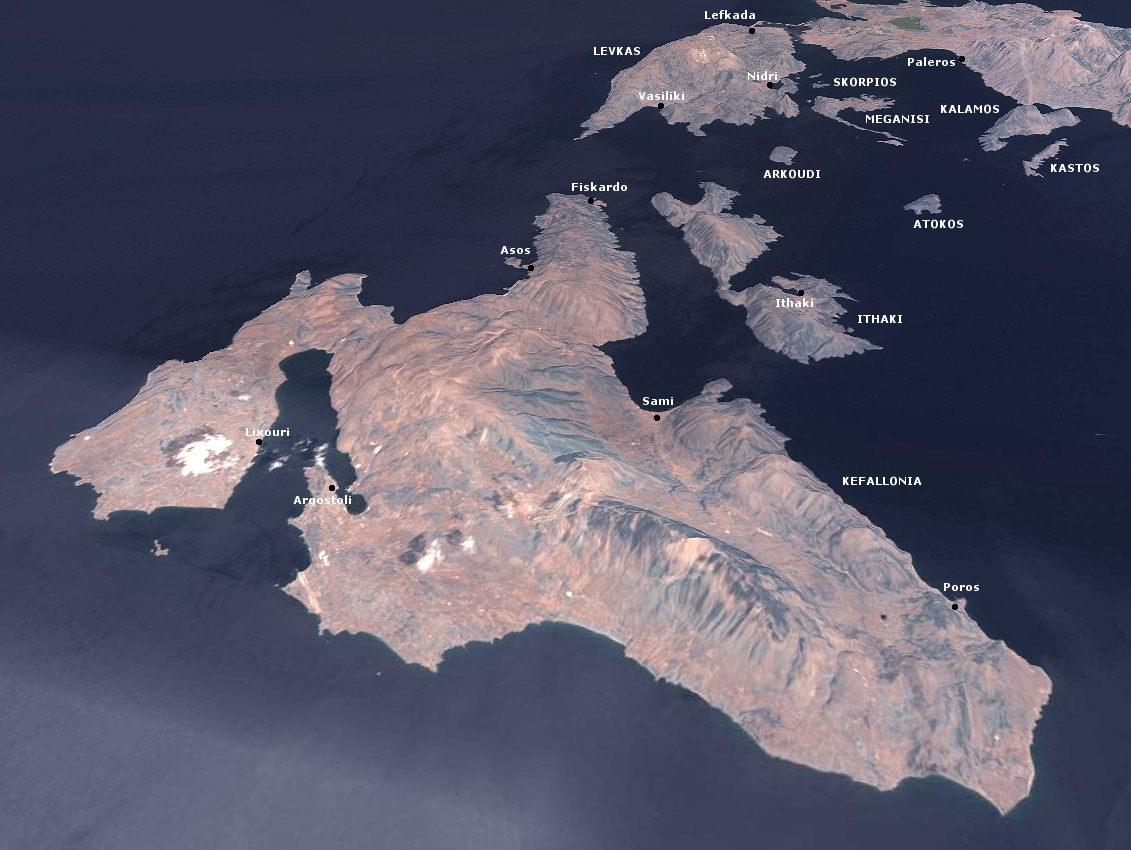
Satellietfoto van Kefalonia en omgeving

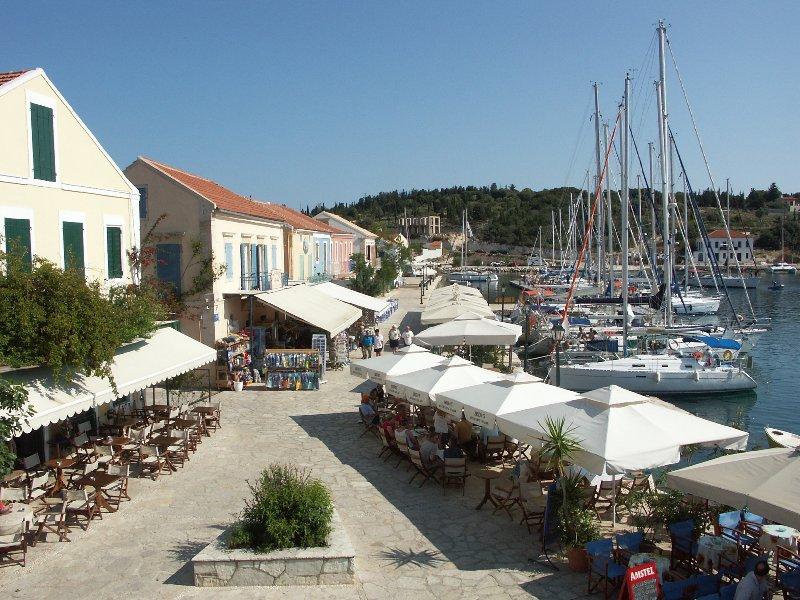
De haven van Fiskardo

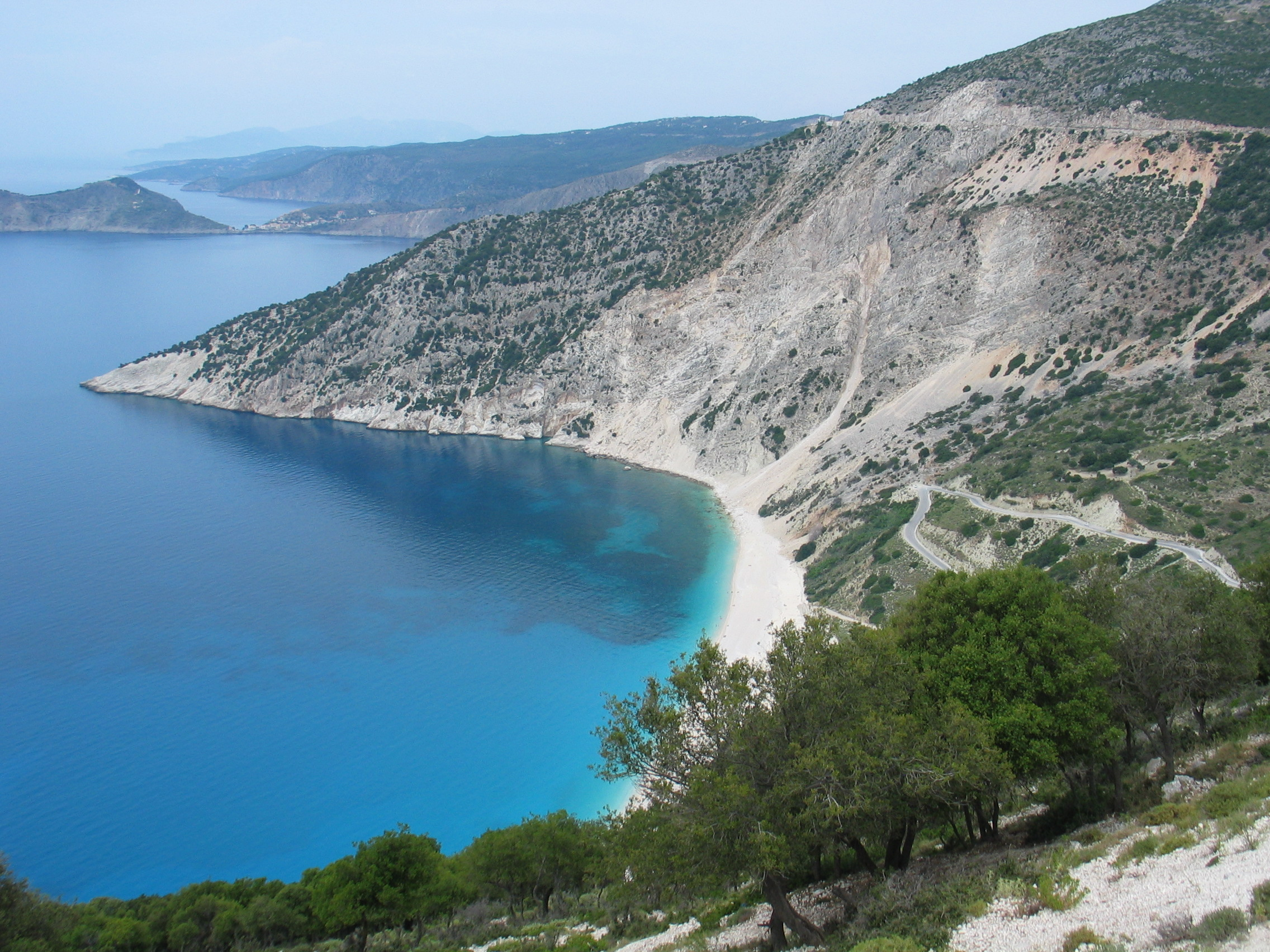
Het strand Myrtos

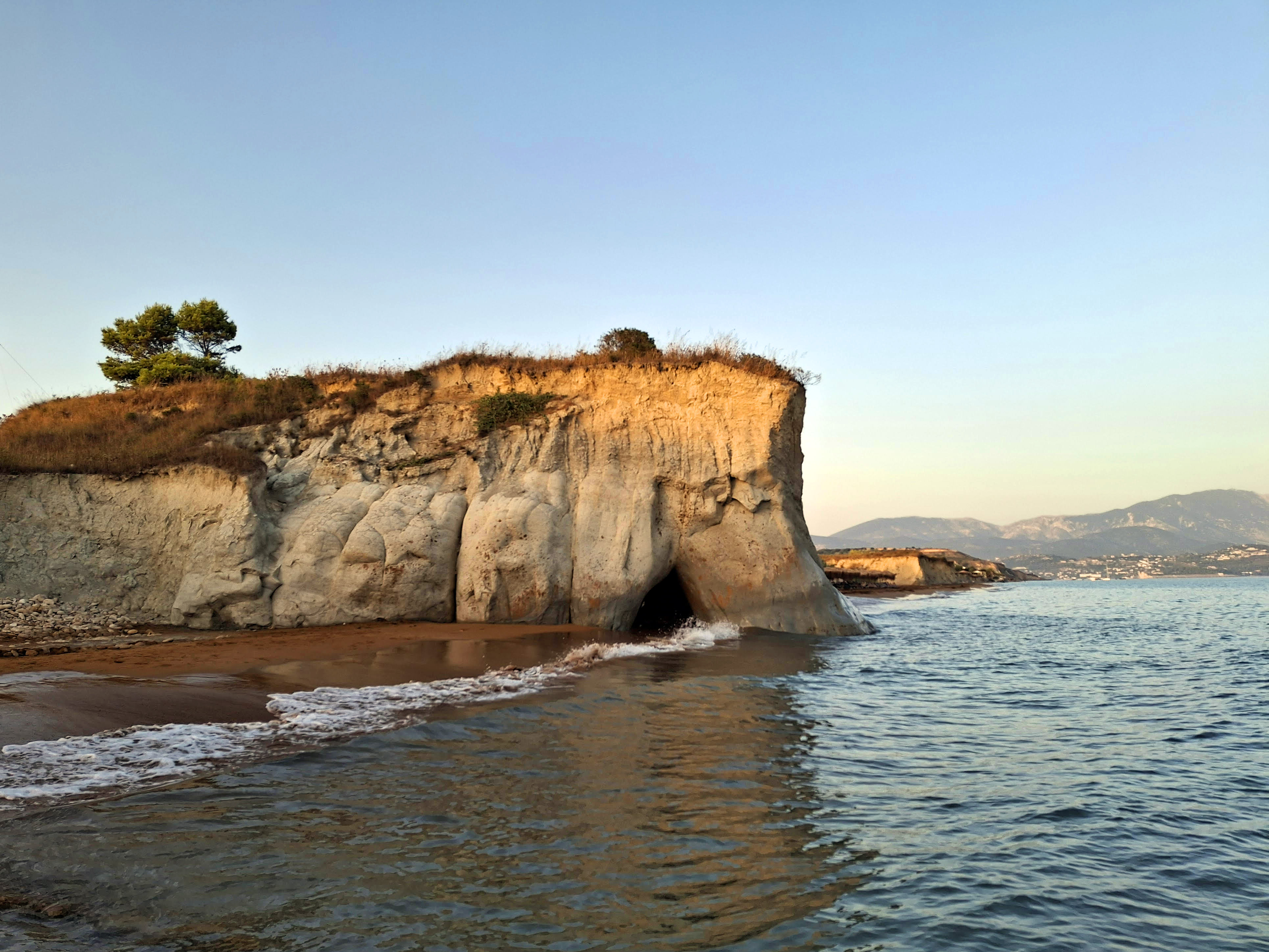
Het strand Xi ten zuiden van Lixouri

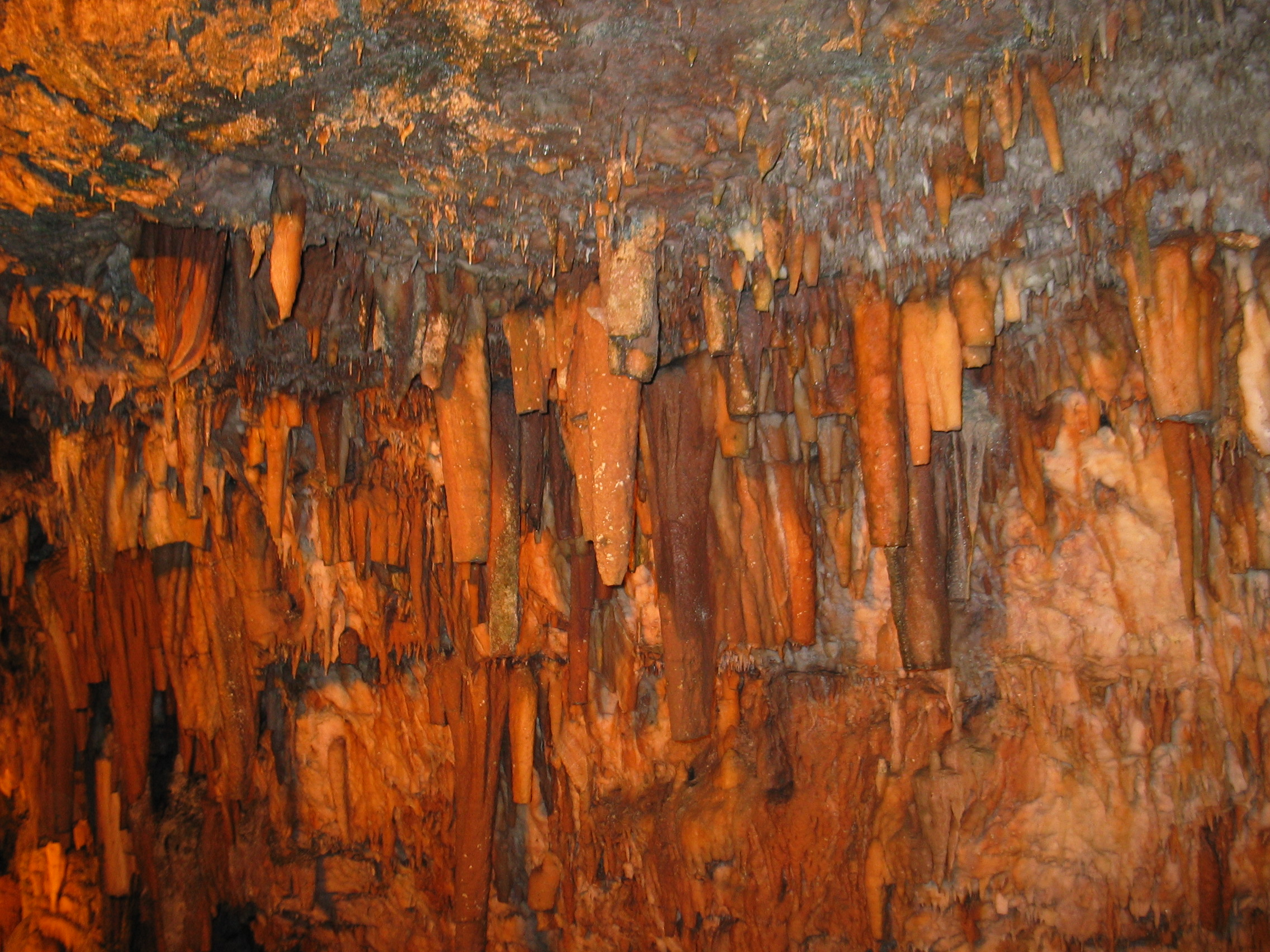
Druipsteengrot op Kefalonia, Drogarati grot

Kefalonia, ook bekend als Cephallenia, Cephallonia, Kefallinia of Kefallonia (Oudgrieks: Κεφαλληνία, Grieks: Κεφαλλονιά of Κεφαλονιά, Italiaans: Cefalonia), is een eiland in het westen van Griekenland, gelegen in de Ionische Zee. Het ligt ten noorden van het eiland Zakynthos en net ten zuiden van het eiland Lefkas. Het eilandje Ithaka ligt noordoostelijk bijna tegen Kefalonia aan.
De hoofdstad van Kefalonia is Argostoli. Dit ligt in het westen van het eiland, ook aan zee. In 2001 had het eiland 39.488 inwoners.

## Klimaat en vegetatie
Kefalonia heeft een warm mediterraan klimaat met hete, droge zomers en milde, regenachtige winters. (Köppen: Csa met invloeden van een Cfa-klimaat)
In de zomer is het gemiddeld 30-32 °C overdag en 20-24 °C in de nacht. Er valt amper regen, hooguit een paar onweersbuien waardoor het klimaat neigt naar een Cfa-klimaat (een vochtig subtropisch klimaat). De neerslag blijft vaak beperkt tot minder dan 30 mm waardoor het nog onder het Csa-klimaat valt. In de winter is het gemiddeld 14 tot 20 °C overdag en zo'n 8 °C 's nachts, maar er valt veel regen (meestal in de vorm van lange hevige buien die soms tot overstromingen leiden). Bij hoge uitzondering vriest het. De lente doet haar intrede in maart, maar kent vele onderbrekingen met koeler weer. In mei begint de zomerperiode en is het weer vrijwel stabiel. September kenmerkt zich nog door tamelijk warm en droog weer. Oktober is warm, maar de maand is beduidend natter dan de zomer. Pas in november daalt de maximumtemperatuur tot onder de 20 °C.
Dankzij het milde klimaat kan er veel fruit worden geteeld, zoals citroenen en druiven. De druiven lenen zich goed voor wijnbouw. Ook komen er veel olijfbomen voor. Op sommige plekken zelfs enkele (verwilderde) bananenbomen. De oorspronkelijke vegetatie bestaat vooral uit naaldbossen, maquis en cipressen.

## Geschiedenis

### Chronologisch overzicht
- 1400 v.Chr: De Myceners zijn de eerste Grieken die zich vestigen op de eilanden, maar er zijn sporen van bewoning tot vijftigduizend jaar geleden. Volgens een hypothese van Robert Bittlestone was het Ithaka van Odysseus in feite een schiereiland van Kefalonia, het huidige Paliki. De naam van het eiland zou volgens de legende afgeleid zijn van de held Cephalus. Er is een grote tholos gevonden uit de Bronstijd.
- 734 v.Chr: Met de stichting van een Korinthische kolonie op Korfoe worden de Ionische Eilanden betrokken bij het klassieke Griekenland.
- 229 v.Chr: Korfoe onderwerpt zich als eerste Griekse stad aan de Romeinse Republiek, de nieuwe wereldmacht in opkomst.
- Tweede eeuw: Carpocrates van Alexandrië stichtte een gnostische sekte op het eiland.
- 395-1204: Oost-Romeins-Byzantijnse tijd. De Ionische eilanden worden vanuit Constantinopel geregeerd. In de 12de eeuw vallen de Normandiërs binnen; het Pfaltsgraafschap Zakynthos en Kefalonia maakt een eeuw deel uit van het Koninkrijk Sicilië.
- 1204: Op aandrang van Venetië wordt tijdens de Vierde Kruistocht Constantinopel veroverd. In 1209 bezet Venetië het eiland. De Ionische eilanden worden verdeeld over diverse adellijke Italiaanse families. Het Byzantijnse Rijk valt uiteen.
- 1386: De Venetianen nemen Korfoe over; in 1482 volgt Zakynthos. In 1479 verovert het Ottomaanse Rijk Kefalonia. In 1500 verovert een Venetiaans-Spaanse vloot Kefalonia weer. In 1503 valt Ithaka. Lefkas wordt in 1467 Turks en valt pas in 1684 in Venetiaanse handen. Het Venetiaans bestuur bevordert de productie van krenten.
- 1797-1815:  Bij de Vrede van Campo Formio laat Napoleon I Kefalonia en de andere Ionische Eilanden in 1797 onder Frans gezag vallen. Al het volgende jaar wordt het eiland genomen door een Russische vloot. Daarna wordt het onder Russisch en Turks protectoraat deel van de onafhankelijke Republiek van de Zeven Eilanden. Na de Vrede van Tilsit in 1807 vallen ze weer onder Frankrijk. In 1809 verovert de vloot van Groot-Brittannië het eiland en wordt een voorlopige regering in de Republiek van de Zeven Eilanden geïnstalleerd. De Britten verbeteren de infrastructuur aanzienlijk.
- 1815-1864: Kefalonia en de andere eilanden zijn in naam een onafhankelijke republiek, de Verenigde Staten van de Ionische Eilanden, een bondsstaat met sinds 1817 een eigen grondwet. In feite vallen ze onder het protectoraat van het Verenigd Koninkrijk, dat de eilanden bestuurt als waren ze koloniaal bezit. Tijdens de vrijheidsstrijd van Griekenland tegen de Turken (1821-1829) steunt de bevolking van de eilanden de opstandelingen. De Britten staan dat toe maar de guerrilla richt zich uiteindelijk tegen henzelf. Daarbij ontwikkelt zich een aanzienlijke piraterij. In de jaren veertig en vijftig is het eiland oproerig.
- 1864: De Ionische Eilanden mogen zich aansluiten bij Griekenland, nadat de Grieken hun Duitse dynastie hebben ingewisseld voor George I van Griekenland.
- 1941-1944: De Ionische Eilanden zijn bezet door Italiaanse en Duitse troepen.
- 1953: Kefalonia en andere eilanden worden getroffen door een krachtige aardbeving met een kracht van 7,3 op de schaal van Richter. Het hele eiland werd twee voet hoger getild. Alleen het noordelijke dorpje Fiskardo werd niet getroffen, hierdoor dachten de mensen uit Fiskardo dat zij de uitverkorenen van God waren. Later bleek dat hier een grote luchtbel onder de grond zat die de schokken heeft opgevangen. De inwoners meldden veel verschijningen van St. Gerasimus die troost en hulp zou hebben geboden. De verwoestingen waren zo groot dat zowat de helft van de bevolking het eiland voorgoed verliet. Het inwoneraantal liep hierdoor terug naar vijfendertigduizend.
- 2014: Kefalonia wordt opnieuw getroffen door een serie aardbevingen waardoor vele huizen onbewoonbaar worden.

### Tweede Wereldoorlog – de slachting van Kefalonia
Tijdens de Tweede Wereldoorlog werd Kefalonia bezet door het Italiaanse leger, vertegenwoordigd door de 33ª Divisione Acqui. Op 8 september 1943 kondigde de Italiaanse regering van Pietro Badoglio aan dat de troepen hun vijandelijkheden tegen de geallieerden moesten staken. Dit leidde tot veel vreugde onder de Italiaanse troepen, die vrijwel vanaf het begin van de bezetting op vredige wijze samenleefden met de Grieken op het eiland. De Acqui-divisie bestond uit 11.500 soldaten en 525 officieren, allen onder leiding van de 52-jarige Antonio Gandin. Voor de kleine groep aanwezige Duitse soldaten was de ontstane vreugde echter een bron van irritatie, wat al snel leidde tot pesterijen. De Italianen werden gezien als verraders. Op gezag van de Führer werd daarom het Duitse 11e Bataljon – onderdeel van het Jäger-Regiment 98 van de 1. Gebirgs-Division – naar het eiland gestuurd, onder leiding van Majoor Harald von Hirschfeld.
Op 13 september 1943 legde generaal Gandin zijn troepen drie opties voor, namelijk een pact vormen met de Duitsers, het neerleggen van de wapens of verzet plegen tegen de Duitsers. Omdat Italiaanse troepen op een ander eiland na overgave zonder uitzondering naar gevangenkampen waren gestuurd, viel deze optie af. De soldaten kozen er daarom per referendum massaal voor om zich te verzetten. Al snel begonnen Duitse stuka's de Italiaanse posities te bombarderen. Uiteindelijk moesten de Italianen zich overgeven. 
De Italiaanse gevangenen werden door de Duitse Gebirgsjäger in groepen van vier tot tien personen geëxecuteerd. Generaal Gandin werd het eerste slachtoffer. Alleen fascisten, de medische staf, soldaten met Duitse voorouders en kapelaans werden gespaard. Enkele uren later waren de executies voorbij en lag het eiland bezaaid met 4750 dode Italiaanse soldaten. 
De tragedie was echter nog niet voorbij voor de Acqui-divisie. Zo'n 4000 overlevenden werden naar het vasteland gevaren voor transport naar Duitse werkkampen. Drieduizend van hen overleefden de reis echter niet. In de Ionische Zee voeren een aantal schepen op zeemijnen en zonken. Het uiteindelijke dodental kwam op 9646 soldaten en 390 officieren.
Met deze Italiaans-Duitse botsing als achtergrond schreef Louis de Bernières de roman Captain Corelli’s Mandolin. Dit boek werd in 2001 verfilmd als Captain Corelli's Mandolin met in de hoofdrol Nicolas Cage en Penélope Cruz.

## Bestuurlijke indeling

### Departement
Tot 2011 was Kefalonia ook de naam van een departement (nomos) dat naast het hoofdeiland Kefalonia ook Ithaka omvatte evenals enkele andere kleine, onbewoonde eilanden:
- Atokos, ten oosten van Ithaka
- de Echinades, tegen het vasteland van Griekenland aan, waaronder:
  - Drakonera
  - Petalas
  - Oxeia

### Gemeentelijke herindeling (2011)
Bij de bestuurlijke herindeling (Programma Kallikrates) van 2011 werden de departementen afgeschaft. Het departement “Kefalonia” werd verdeeld over de regionale eenheden "Ithaki" en "Kefalonia". De Echinades werden eveneens verdeeld over de beide eenheden.
Gelijktijdig was er een gemeentelijke herindeling waarbij veel gemeenten werden samengevoegd, al bestonden ze veelal voort als deelgemeenten. Kefalonia is sindsdien de enige gemeente van de gelijknamige regionale eenheid, die deel uitmaakt van de bestuurlijke regio (periferia) Ionische Eilanden.
De acht deelgemeenten (dimotiki enotita) zijn:
- Argostoli (Αργοστόλι)
- Eleios-Pronnoi (Ελειός-Πρόννοι)
- Erisos (Έρισος) , met de plaats Fiskardo (Φισκάρδο)
- Leivathos (Λειβαθός)
- Omala (Ομαλά)
- Paliki (Παλική), met de plaats Lixouri (Ληξούρι)
- Pylaros (Πύλαρος)
- Sami (Σάμη)

### Plaatsen
Een overzicht van plaatsen in het voormalige departement Kefalonia:
| Plaats         | Hoofdplaats (vroeger) | Postcode     | GEMEENTE   | Hoofdplaats van de gemeente |
| -------------- | --------------------- | ------------ | ---------- | --------------------------- |
| Argostoli      |                       | 28100        | Kefallonia | Argostoli                   |
| Eleios-Pronnoi | Pastra                | 28086        | Kefallonia | Argostoli                   |
| Erisos         | Vasilikiades          | 28085        | Kefallonia | Argostoli                   |
| Ithaka         | Vathy                 | 28300, 28301 | Ithaki     | Ithaki                      |
| Leivathos      | Kerameies             | 28100        | Kefallonia | Argostoli                   |
| Paliki         | Lixouri               | 28200        | Kefallonia | Argostoli                   |
| Pylaros        | Agia Effimia          | 28081        | Kefallonia | Argostoli                   |
| Sami           |                       | 28080        | Kefallonia | Argostoli                   |
| Omala          | Valsamata             | 28100        | Kefallonia | Argostoli                   |

## Toerisme
Kefalonia geldt voor toeristen als een rustig eiland. Het heeft verscheidene haventjes, zoals Fiskardo in het noorden. Er zijn twee monumentale grotten, de Drogaratigrotten, en het Melissanimeer. Er is een klooster dat is gewijd aan de heilige (Agios) Gerasimos, Sint Gerasimus van Kefalonia.
De onechte karetschildpadden (Caretta caretta), een bedreigde zeeschildpadsoort, hebben op het nabije Zakynthos een zeldzaam groter legstrand. Deze schildpad legt echter ook op de zuidelijke stranden van Kefalonia.

## Geboren op Kefalonia
- Juan de Fuca (1536-1602), ontdekkingsreiziger
- Andreas Metaxas (1790-1860), politicus en eerste minister
- Andreas Laskaratos (1811-1901), dichter
- Photinos Panas (1832-1903), Grieks-Franse oogarts
- Litsa Spathi (1958), beeldend kunstenares